# Курамински хребет
Кураминският хребет (на узбекски: Qurama tizmasi, Қурама тизмаси; на руски: Кураминский хребет) е планински хребет в крайната югозападна част на Тяншан,разположен на територията на Таджикистан (Согдийска област) и Узбекистан (Ташкентска и Наманганска област). Простира се от североизток на югозапад на протежение около 170 km, като загражда от северозапад Ферганската котловина. На североизток се свързва с Чаткалския хребет. Максимална височина връх Бобоиоб 3769 m, (40°50′57″ с. ш. 70°20′37″ и. д. / 40.849167° с. ш. 70.343611° и. д.), разположена в централната му част, в Согдийска област. Изграден е основно от метаморфни шисти, пясъчници и гранити. На северозапад текат къси и бурни леви притоци (Наугарзан, Лояк, Шоугаз, Алмаликсай и др.) на река Ахангаран (десен приток на Сърдаря), а на югоизток – малко по-дълги и по-спокойни десни притоци (Чадак, Октош, Пангаз, Догатасой и др.) на Сърдаря. Долните части на склоновете му са покрити с пелин и пирен, а нагоре следват ксерофитни храсти, гръцки орех (по северния склон), арча и типчакови степи.

## Топографска карта
- К-42-Г М 1:500000[2]